# Fársa
Fársa är en ort i Grekland.   Den ligger i prefekturen Nomós Kefallinías och regionen Joniska öarna, i den sydvästra delen av landet, 280 km väster om huvudstaden Aten. Fársa ligger 379 meter över havet och antalet invånare är 222. Den ligger på ön Kefalonia Island.
Terrängen runt Fársa är varierad. Havet är nära Fársa västerut. Runt Fársa är det ganska tätbefolkat, med 65 invånare per kvadratkilometer. Närmaste större samhälle är Argostoli, 5,6 km söder om Fársa. Trakten runt Fársa består till största delen av jordbruksmark.